# Da's toch dope man
Da's toch dope man is een lied van de punkband Heideroosjes met een rappende Gerd Leers, de toenmalige burgemeester van Maastricht. Het werd in 2006 uitgebracht op een cd, mp3 en videoclip. Samen met de rap waarmee Piet Hein Donner, de toenmalige minister van Justitie, reageerde, was dit de eerste politieke rapbattle van Nederland.
Het lied is een protest tegen het drugsbeleid in Nederland ("zo'n beleid noem ik pas stoned"), waarin het telen van wiet verboden is terwijl het gebruik gedoogd wordt. In het refrein komt bijvoorbeeld terug: "Da's toch dope man! Dat een blowtje zomaar kan. Als je de teler maar niet ziet."
In een bijbehorende videoclip stapten de Heideroosjes vanuit een punkoptreden van het toneel om burgemeester Gerd Leers in het stadhuis van Maastricht te bezoeken. Met zijn ambtsketen om gaf Leers in een rap zijn betoog voor legalisering van de wietteelt, met onder meer "Ik zeg reguleer dan kun je wetten maken."
Leers' doel van deze samenwerking was om zoveel mogelijk mensen over het drugsbeleid te laten nadenken. In het lied geeft hij ook nog aan: "Minder kiddo's aan de hasj, voel ik als mijn dure plicht." De timing was op enkele dagen voor aanvang van de hoorzitting in de Tweede Kamer over de achterdeurproblematiek, ofwel de noodgedwongen illegale aankoop van wiet door coffeeshops.
Een week eerder had Leers ook al een carnavalslied uitgebracht, waarin hij in het Limburgs de verplaatsing van de coffeeshops naar de rand van Maastricht verdedigde. Minister van Justitie, Piet Hein Donner, reageerde enkele weken later met een rapbattle, waarin hij zijn beleid verdedigde en aankondigde strenger op te zullen treden: "Ja, de drugs gaan van de straat, Er komt actie na gepraat." Volgens het popplatform 3VOOR12 was dit de eerste politieke rapbattle in Nederland.